# Pascal Lota
Die Pascal Lota ist ein RoRo-Fährschiff.

## Geschichte
Das Schiff wurde als Superstar am 19. Januar 2007 mit der Baunummer 6140 auf der italienischen Werft Fincantieri in Ancona auf Kiel gelegt. Am 5. Oktober 2007 erfolgte der Stapellauf und die Taufe durch die estnische Tennisspielerin Kaia Kanepi.
Das Schiff wurde am 8. April 2008 an die estnische Fährschiffreederei Tallink abgeliefert. Sie wurde in Estland mit Heimathafen Tallinn registriert. Ab dem 21. April 2008 pendelte sie auf der Ostsee mehrmals am Tag zwischen Tallinn (Estland) und Helsinki (Finnland). Die Fahrzeit betrug etwa zwei Stunden.
Im November 2015 wurde das Schiff für 91,5 Millionen Euro an das zur Corsica Ferries Group gehörende Unternehmen Medinvest mit Übergabe im Dezember 2015 verkauft. Bis Anfang 2017 charterte Tallink das Schiff, bevor es durch den Neubau Megastar ersetzt wurde. Anschließend kam das Schiff zunächst unter die Flagge Zyperns. Bei Corsica Ferries sollte das Schiff zunächst als Mega Express 6 in Fahrt kommen, wurde dann aber nach Pascal Lota, dem Gründer von Corsica Ferries, benannt. Für die notwendigen Adaptierungsarbeiten ist das Schiff in den Hafen La Spezia überstellt worden, wo es am 10. Februar 2017 angekommen ist. Seit dem 1. Juni bedient das Schiff die Route Livorno – Golfo Aranci. Seit 15. Juni 2017 bedient das Schiff die Routen nach Korsika und Sardinien. Seit Juli 2017 läuft das Schiff vom italienischen und französischen Festland aus Korsika an.

## Schwesterschiffe
Die Pascal Lota hat drei Schwesterschiffe, die Moby Aki, welche ebenfalls bei Fincantieri in Ancona gebaut wurde, sowie die Finlandia und die Moby Wonder, welche bei Daewoo Shipbuilding & Heavy Machinery gebaut wurden.

## Technische Daten
Der Antrieb erfolgt durch vier Viertakt-Zwölfzylinder
-Dieselmotoren des Herstellers Wärtsilä mit jeweils 12.600 kW Leistung. Die Motoren wirken über Getriebe auf zwei Verstellpropeller.
Für die Stromerzeugung stehen zwei Wellengeneratoren mit jeweils 1.600 kW (2.000 kVA Scheinleistung) sowie drei Dieselgeneratoren mit jeweils 2.360 kW (2.950 kVA Scheinleistung) zur Verfügung.
Der Rumpf des Schiffes ist eisverstärkt. Das Schiff ist mit der Eisklasse 1A („Schwierige Eisverhältnisse“) klassifiziert.

## Ausstattung
Das Schiff bietet Platz für bis zu 2.080 Passagiere. Sie verfügt über insgesamt 185 4-Bett-Kabinen mit 740 Liegeplätzen, WC und Dusche und befinden sich auf den Decks 8 und 9. Zwei Kabinen sind behindertengerecht eingerichtet. Die „Business Lounge“ befinden sich auf Deck 7. Die Fähre kann auf 1.930 Spurmetern 665 PKW befördern. Die Fahrzeugdecks sind über Klappen in Bug und Heck sowie seitlichen Rampen im Bug- und Heckbereich erreichbar. Das Schiff hat eine Tragfähigkeit von 5.000 Tonnen.